# Drapeau de la Mauritanie
Le drapeau de la Mauritanie est le drapeau national de la Mauritanie. Sa version actuelle est en vigueur depuis le 15 août 2017. 

## Apparence
Il présente, sur un fond vert, une demi-lune dorée surmontée d'une étoile de même couleur à cinq pointes. Deux bandes rouges sont ajoutées, une à la base et une autre au sommet du drapeau depuis le référendum de 2017 organisé par le président Mohamed Ould Abdel Aziz, qui totalise 85,61 % des suffrages en faveur de cette modification,.
Jusqu'en mai 2020, il n'y avait pas de règles de construction du drapeau, notamment concernant les tailles et la disposition de l'étoile et du croissant, hormis le ratio général de 2:3.
La constitution mauritanienne indique que « l'emblème national est un drapeau portant un croissant et une étoile de couleur or sur fond vert, portant, sur chaque côté une bande horizontale, rectangulaire de couleur rouge ».

## Symbolisme
Si la constitution n'attribue pas de signification aux différents éléments composant le drapeau, ceux-ci sont parfois perçus comme possédant certaines symboliques. Le vert, ainsi que le croissant et l'étoile, symboliserait l'islam, principale religion du pays, tandis que la couleur or représenterait l'immensité dunaire du Sahara et les ressources minières du pays. Le rouge est ajouté lors du référendum de 2017 dans le but de symboliser le sang versé pour la patrie. Les couleurs verte, rouge et or sont par ailleurs généralement considérées comme les couleurs panafricaines depuis qu'elles ont été proclamées en 1920 couleurs officielles de la « race africaine » par le mouvement Afro-américain UNIA, bien que ces trois couleurs soient également utilisées dans les drapeaux d'autres pays que ceux africains,,,.

## Histoire

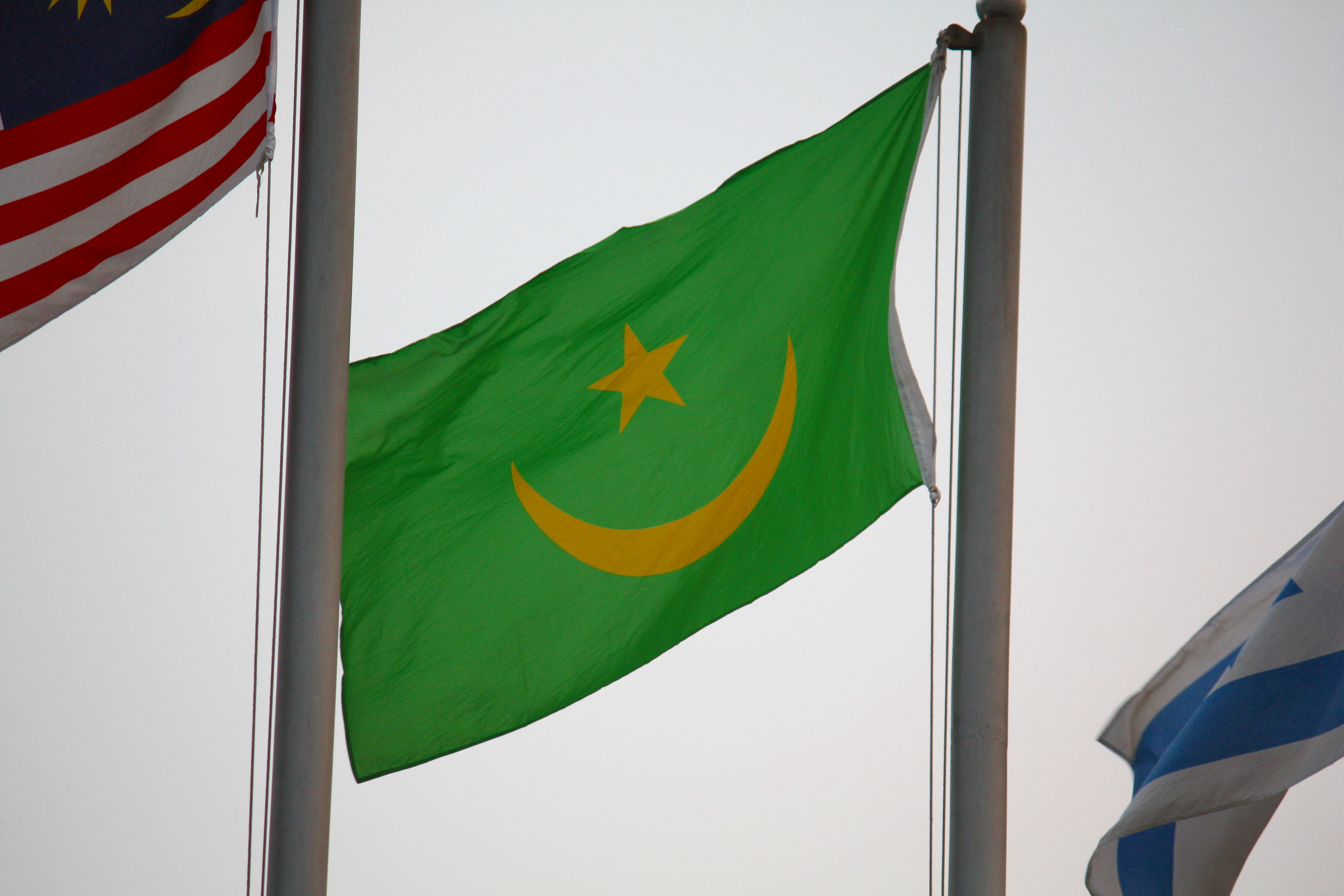
Version de l'ancien drapeau de 1959 à 2017. À noter la disposition variable de l'étoile.

Le premier drapeau a été adopté le 1er avril 1959. Un nouveau drapeau est adopté le 7 août 2017 à la suite d'une révision de la constitution par référendum. Le changement est entré en vigueur le 15 août 2017.

### Avant 2017

Drapeau utilisé entre 1959 et 2017.

### Depuis 2017
Variantes
Bien que l'amendement constitutionnel de 2017 ne mentionne que l'ajout de deux barres rouges, plusieurs variantes du nouveau drapeau ont depuis été utilisées par différents représentants du gouvernement. En effet, la forme du croissant et les nuances des couleurs n'ont été normalisées que tardivement, en mai 2020,.

Version avec le croissant et le vert foncé habituel, exposée à l'assemblée nationale lors des débats de 2017[13],[14],[15]
Version avec croissant aplati, bandes plus larges et vert plus clair[16]